# Кемисьярви
Кемисьярви — пресноводное озеро на территории Кестеньгского сельского поселения Лоухского района Республики Карелии.

## Общие сведения
Площадь озера — 1,4 км². Располагается на высоте 148,8 метров над уровнем моря.
Форма озера лопастная, продолговатая: оно более чем на три километра вытянуто с северо-запада на юго-восток. Берега изрезанные, каменисто-песчаные, преимущественно возвышенные.
С западной стороны озера вытекает безымянный водоток, протекающий через озёра Полуярви и Кордехлампи и впадающий с восточной стороны в Кундозеро, через которое протекает река Ковда, впадающая в Белое море.
В озере расположено не менее трёх безымянных островов различной площади.
Населённые пункты и автодороги вблизи водоёма отсутствуют.
Код объекта в государственном водном реестре — 02020000511102000000918.